# The Soloist

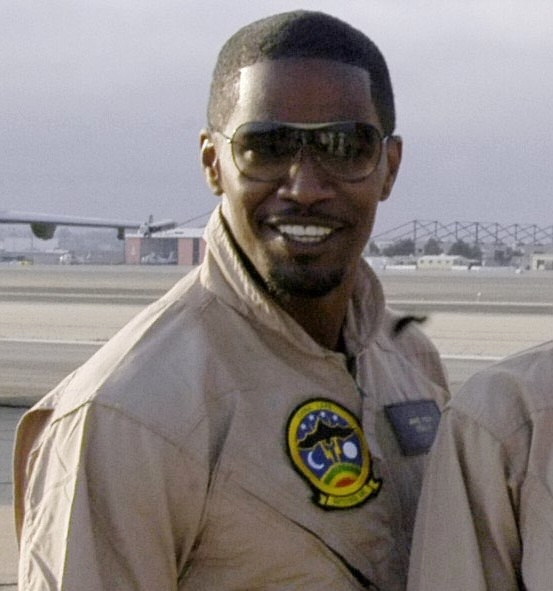
Fotografia de Jamie Foxx, un dels protagonistes de la pel·lícula.

 The Soloist és una pel·lícula estatunidenca dirigida per Joe Wright, estrenada el 2009. El guió, signat per Susannah Grant, és tret del llibre de Steve Lopez que explica la veritable història de la seva trobada amb Nathaniel Ayers.

## Argument
Fascinat per la música que un home amb esquizofrènia aconsegueix produir amb el seu violí de dues cordes, Steve Lopez, cronista de Los Angeles Times, va a buscar-lo i es guanya la seva confiança. Aquest home, Nathaniel Ayers, havia après a tocar el violoncel a la Juilliard School de Nova York, vint anys abans.
L'aparició d'un primer text de Lopez sobre Nathaniel Ayers, incita una violoncel·lista retirada a donar el seu instrument a l'ambulant, per intermediació del periodista. Agafant l'oportunitat, aquest últim força Nathaniel a deixar el seu violoncel en un centre pels sense sostre, per així obligar-lo a freqüentar el lloc. Steve, que viu sol des del seu divorci amb la seva editora, multiplica els esforços per portar Nathaniel a la vida activa. Però la seva poca traça posa a prova la seva amistat.

## Repartiment
- Robert Downey Jr.: Steve Lopez, periodista al Los Angeles Times
- Jamie Foxx: Nathaniel Ayers
- Catherine Keener: Mary, l'ex-dona de Steve
- Nelsan Ellis: David, responsable al Lamp
- Tom Hollander: Graham Laydon, el professor de Nathaniel
- Justin Martin: Nathaniel, de jove

## Rebuda
- "Té tots els elements per ser un drama inspirador, tots excepte la inspiració. La història és irresistible i els actors són al seu lloc, però en cap moment no estic segur del que el director vol que senti.[1]"
- "La pel·lícula és imperfecta, a estones sentimental -que no sorprèn-, massa pulcra i amb freqüència molt emocionant. "[2]